# Kazimierz Witaszewski

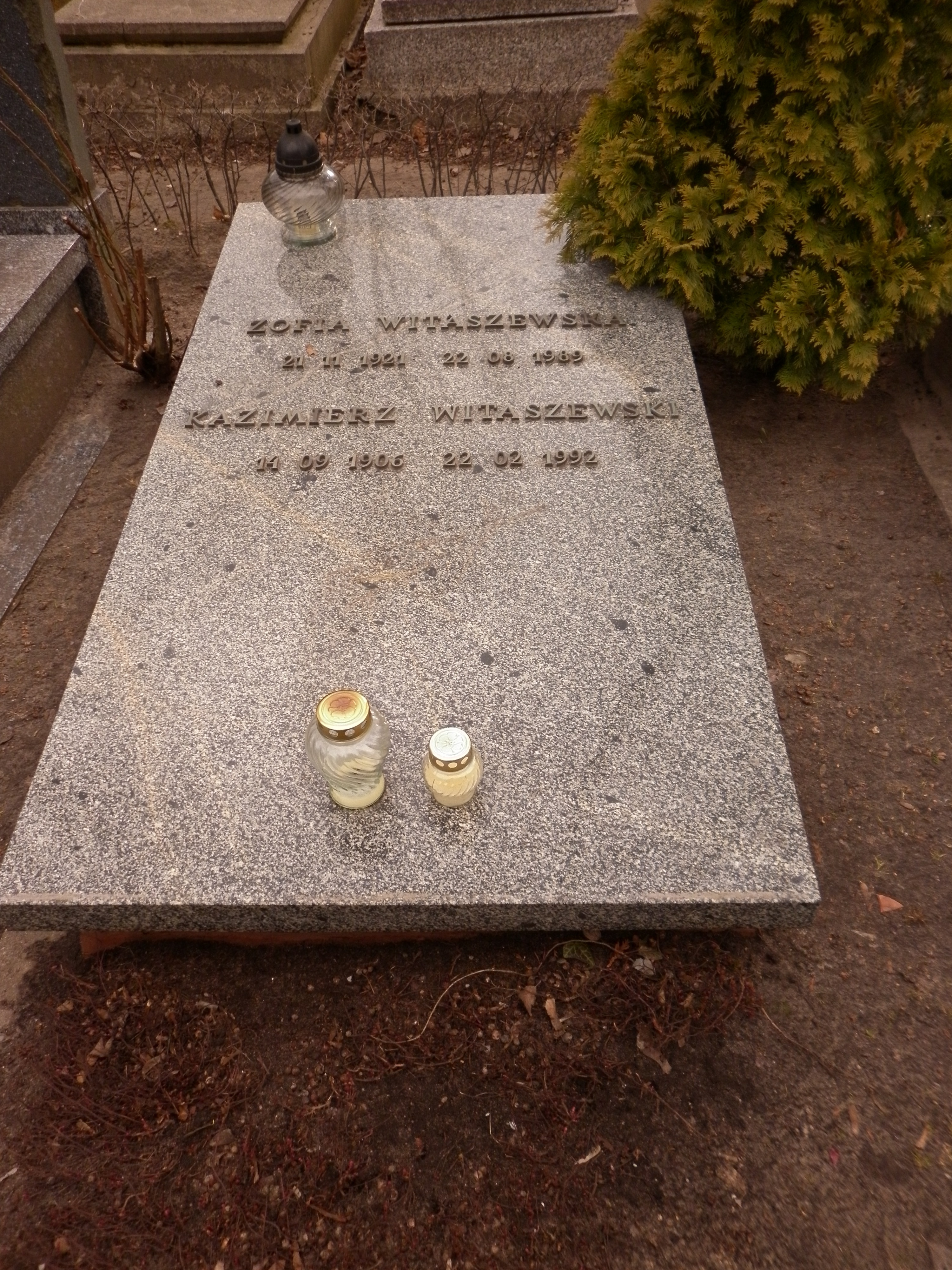
Nagrobek Kazimierza Witaszewskiego i jego żony Zofii

Kazimierz Witaszewski (ur. 14 września 1906 w Łodzi, zm. 22 lutego 1992 w Warszawie) – polski działacz komunistyczny i wojskowy, generał dywizji ludowego Wojska Polskiego, szef Głównego Zarządu Politycznego WP. Prezydent Łodzi od stycznia do marca 1945; poseł do Krajowej Rady Narodowej, na Sejm Ustawodawczy oraz Sejm PRL I kadencji.

## Życiorys
Syn Franciszka i Marii z domu Kazimierczak. W latach 1913–1920 ukończył 6 klas szkoły powszechnej w Łodzi, a od 1922 pracował jako robotnik w Zakładach Scheiblera i Grohmana. Działał w Zarządzie Związku Zawodowego Robotników Przemysłu Włókienniczego, a w latach 1929–1938 był także członkiem Komunistycznej Partii Polski. W latach 1929–1931 odbył zasadniczą służbę wojskową w 23 Pułku Piechoty we Włodzimierzu Wołyńskim. Awansował do stopnia starszego strzelca. Po odbyciu służby powrócił do pracy w fabryce, gdzie pracował do 1937. Następnie był etatowym pracownikiem Związku Zawodowego Robotników Przemysłu Włókienniczego. Przez pewien czas był osadzony w Miejscu Odosobnienia w Berezie Kartuskiej. Po agresji Niemiec na Polskę we wrześniu 1939 znalazł się na terenach włączonych od ZSRR. Pracował jako ekspedytor, przewodniczący Rady Zakładowej, a następnie dyrektor Piekarni Mechanicznej we Lwowie. Po napaści Niemiec na ZSRR w czerwcu 1941 został ewakuowany w głąb Rosji i pracował jako robotnik w kołchozie im. Budionnego.    
W maju 1943 wstąpił do formowanego tam Wojska Polskiego, gdzie był oficerem politycznym w 1 Polskiej Dywizji Piechoty im. Tadeusza Kościuszki. Od czerwca 1943 jako oficer bez stopnia był zastępcą dowódcy 3 batalionu 2 Pułku Piechoty do spraw polityczno-wychowawczych. Od września 1943 zastępca dowódcy batalionu w 5 Pułku Piechoty 2 Dywizji Piechoty im. Henryka Dąbrowskiego. W okresie od lipca do sierpnia 1943 ukończył kurs oficerski w Szkole Oficerskiej 1 Dywizji Piechoty w Riazaniu. Na stopień podporucznika w korpusie oficerów polityczno-wychowawczych został awansowany rozkazem personalnym dowódcy 1 Korpusu Polskich Sił Zbrojnych w ZSRR z 1 września 1943. W 1943 został członkiem Związku Patriotów Polskich w ZSRR. W październiku 1943 został kierownikiem piekarni dywizyjnej 1 Dywizji Piechoty, a następnie kierownikiem piekarni 1 Korpusu Polskich Sił Zbrojnych w ZSRR. Wiosną 1944 został kierownikiem piekarni 1 Armii Wojska Polskiego. Od 1944 członek Polskiej Partii Robotniczej. Na stopień porucznika i kapitana awansował rozkazem personalnym Naczelnego Dowódcy WP w 1944 (w jego teczce personalnej brak jest dokładnych dat tych awansów). 
W 1944 został szefem Wydziału Personalnego 1 Armii Wojska Polskiego, a następnie został przeniesiony na stanowisko w aparacie cywilnym. W latach 1944–1945 był sekretarzem generalnym Tymczasowej Komisji Centralnej Związków Zawodowych, a w latach 1945–1948 przewodniczącym Komitetu Centralnego Związków Zawodowych. Po wyzwoleniu Łodzi spod okupacji niemieckiej znalazł się w składzie Tymczasowego Zarządu miasta Łodzi (od 25 stycznia do 7 marca 1945). 5 grudnia 1945 awansowany do stopnia majora, a następnie zdemobilizowany z dniem 30 stycznia 1946. W latach 1948–1949 podsekretarz stanu w Ministerstwie Pracy i Opieki Społecznej. Następnie przez 2 lata był I sekretarzem Komitetu Wojewódzkiego PZPR we Wrocławiu (1949–1951). W latach 1951–1952 kierownik Wydziału Kadr Komitetu Centralnego PZPR. W latach 1947–1948 przewodniczący Komisji Pracy i Opieki Społecznej w Sejmie Ustawodawczym.
2 października 1952 powołany po raz kolejny do służby wojskowej i na mocy uchwały Rady Państwa PRL awansowany do stopnia generała brygady. Od października 1952 do października 1956 był szefem Głównego Zarządu Politycznego WP i wiceministrem obrony narodowej (zastępca marszałka Konstantego Rokossowskiego). Był bezwzględnym wykonawcą rozkazów marszałka i jednym z odpowiedzialnych za umacnianie terroru i stalinizację armii. 6 marca 1953 wszedł w skład Ogólnonarodowego Komitetu Uczczenia Pamięci Józefa Stalina. Był przeciwny jakiejkolwiek liberalizacji i odwilży. W 1956 był jednym z czołowych reprezentantów twardogłowej tzw. grupy natolińskiej w PZPR. Kazimierz Witaszewski zwany był „generałem gazrurką” (od gazrurek, którymi należałoby, jego zdaniem, bić tzw. rewizjonistów). W lipcu 1956 awansowany do stopnia generała dywizji.
Po odejściu z funkcji szefa GZP WP był attaché wojskowym, morskim i lotniczym Ambasady PRL w Pradze (1957–1959) i zastępcą szefa II Zarządu (wywiadowczego) w Sztabie Generalnym WP (od listopada 1959 do marca 1960).
Rozkazem personalnym MON z 6 czerwca 1960 zwolniony z zawodowej służby wojskowej i przeniesiony do rezerwy z powodu powołania do innej służby publicznej (w Komitecie Centralnym PZPR). Przeniesiony w stan spoczynku z dniem 1 stycznia 1972.
W latach 1960–1968 kierownik Wydziału Administracyjnego Komitetu Centralnego PZPR, sprawującego z ramienia partii nadzór nad wojskiem, aparatem bezpieczeństwa i sądownictwem, a także sprawami wyznaniowymi oraz służbą zdrowia. W latach 1945–1948 członek Komitetu Centralnego PPR, w latach 1948–1968 członek Komitetu Centralnego PZPR, w latach 1968–1971 członek prezydium Centralnej Komisji Kontroli Partyjnej PZPR (stanowisko etatowe).
Przez kilka kadencji, aż do 1990, zasiadał w Radzie Naczelnej ZBoWiD. Był zagorzałym stalinowcem i publicznie występował w obronie totalitaryzmu.
Pochowany na Cmentarzu Wojskowym na Powązkach w Warszawie (kwatera C31-tuje-9).

## Awanse
W trakcie służby w ludowym Wojsku Polskim otrzymywał awanse na kolejne stopnie wojskowe:
- podporucznik – 1943
- porucznik – 1944
- kapitan – 1944
- major – 1945
- generał brygady – 1952 (z pominięciem stopnia podpułkownika i pułkownika)
- generał dywizji – 1956

## Życie prywatne
Mieszkał w Warszawie. Żonaty z Zofią z domu Kowadło (1921–1989). Miał córkę i syna.

## Wybrane odznaczenia
- Order Sztandaru Pracy I klasy (dwukrotnie)
- Krzyż Komandorski z Gwiazdą Orderu Odrodzenia Polski (1964)[10]
- Krzyż Komandorski Orderu Odrodzenia Polski (1946)[11]
- Order Krzyża Grunwaldu III klasy (1944)
- Krzyż Walecznych
- Medal za Warszawę 1939–1945
- Brązowy Medal „Siły Zbrojne w Służbie Ojczyzny”
- Medal 10-lecia Polski Ludowej
- Medal 30-lecia Polski Ludowej
- Medal 40-lecia Polski Ludowej
- Medal im. Ludwika Waryńskiego (1986)[12]
- Złoty Znak Związku Ochotniczych Straży Pożarnych (1964)[13]
- Złota odznaka Związku Zawodowego Pracownikow Służby Zdrowia (1964)[14]
- Honorowa Odznaka Miasta Łodzi (1960)[15]
- Pamiątkowy Medal z okazji 40. rocznicy powstania Krajowej Rady Narodowej (1983)[16]
- Medal „Za wyzwolenie Warszawy” (ZSRR)
- Medal „Za zwycięstwo nad Niemcami w Wielkiej Wojnie Ojczyźnianej 1941–1945” (ZSRR)
- Medal jubileuszowy „Czterdziestolecia zwycięstwa w Wielkiej Wojnie Ojczyźnianej 1941–1945” (ZSRR)
- order węgierski